# Jazz en ville
Jazz en ville est un festival de jazz qui se tient tous les ans à Vannes, en Bretagne, pendant la saison estivale. Il fait suite à Jazz à Vannes, créé en 1980 par Jean-Philippe Breton, dont la dernière édition (la 36e) s'est tenue en 2015.
Ce festival de jazz proposait une programmation en journée avec des artistes présents dans les rues de la ville, et des concerts en soirée répartis sur plusieurs sites en plein-air : jardin de l'hôtel de Limur, l'auditorium des Carmes, l'esplanade du port et les rues de l'intra-muros de Vannes.

## Jazz à Vannes
Au fil des années, le festival s'est enrichi en événements et a su attirer les grands du jazz : 
- Dès 1994, les Tremplins Jazz sont lancés et permettent à quinze groupes répartis en trois catégories (blues, amateurs, professionnels) de se produire sur scène dans le cadre du festival. Les concerts des Tremplins Jazz, situés sur l'esplanade rive droite du nouveau port de plaisance, sont totalement gratuits. La recette est simple : trois journées, trois tremplins, trois lauréats qui jouent en première partie du concert du soir au jardin de Limur.
- Des jam sessions se déroulent sur cinq jours dans la cour de l'hôtel de Limur. Ces échanges entre musiciens confirmés et amateurs se font autour de satndards de jazz. La compétition n'est pas de mise, seulement l'amour de la musique et le partage avec le public.
- La programmation de l'auditorium des Carmes permet de découvrir des jazzmen bretons tels que Didier Squiban ou Roland Becker.
- Les concerts du soir au jardin de Limur, rencontres entre les têtes d'affiches (Manu Katché, Herbie Hancock, Chucho Valdés, ...) et le public.
- Des concerts en journée, dans les rues et les cafés et bars de l'intra-muros.

## Les moments forts

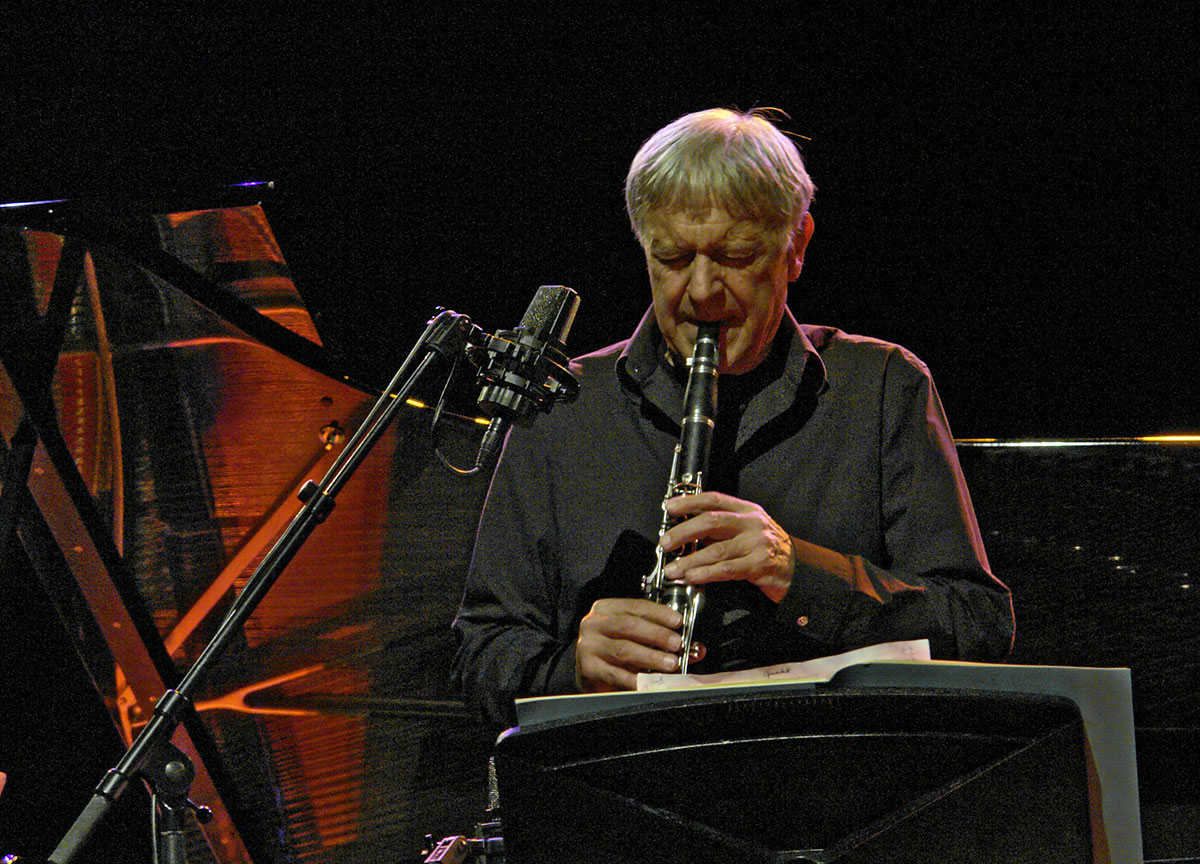
Michel Portal à Bruges en 2006

### La création du festival en 1980
Le festival Jazz à Vannes est créé en 1980 par Jean-Philippe Breton, responsable de l'animation culturelle de la ville, passionné de jazz et fondateur des plus grands évènements culturels vannetais (fêtes historiques, fêtes d'Arvor, ...)

### Les années 1980

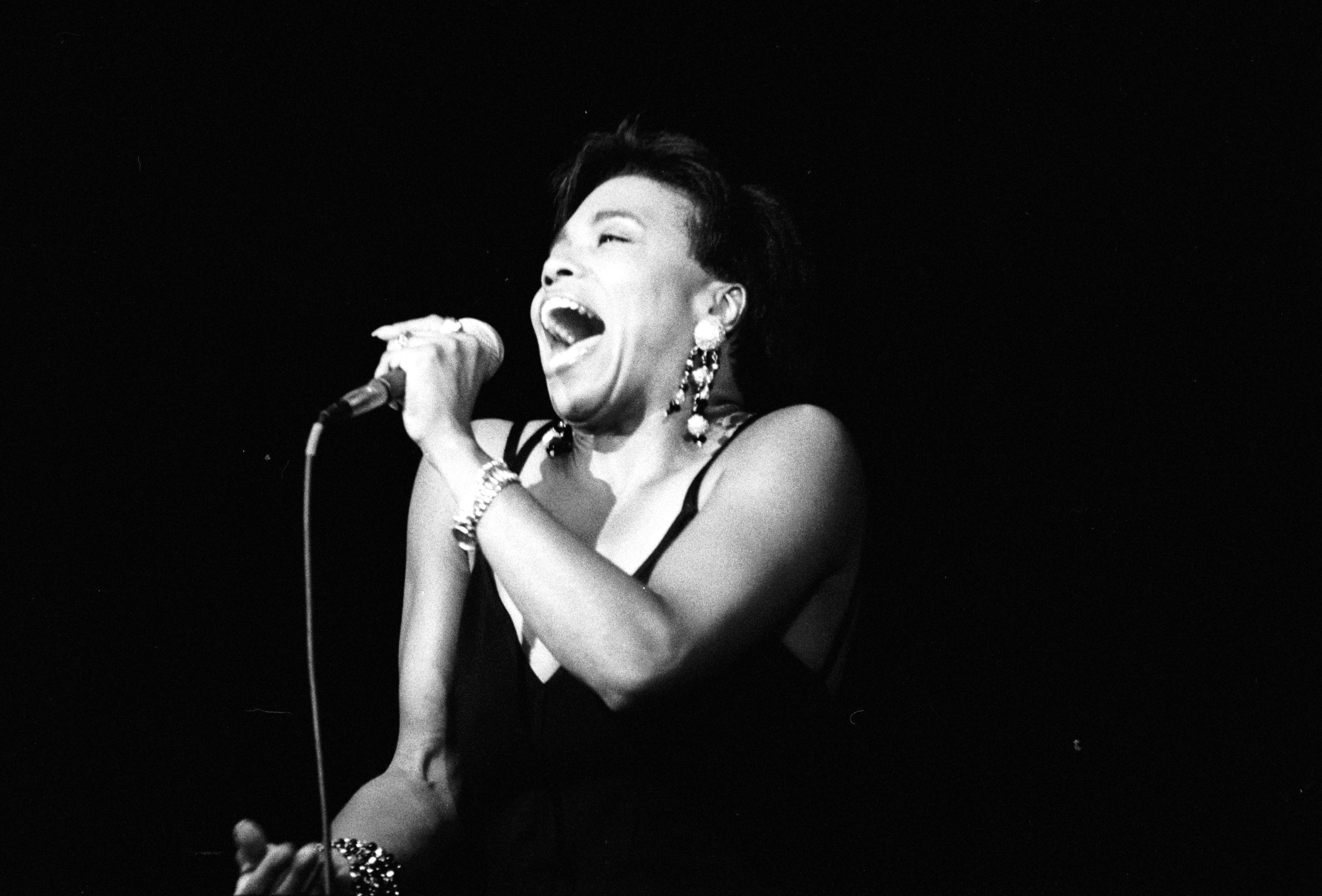
Dee Dee Bridgewater en concert en 1990.

Entre 1980 et 1985, le festival est marqué par la présence d'artistes tels que Michel Portal, Lou Bennett, Kenny Clarke, Johnny Griffin, Stéphane Grappelli et les groupes Golden Gate Quartet et les Haricots Rouges. De 1986 à 1990, au côté de Claude Nougaro, on retrouve Henri Texier, le Slide Hampton Quartet, Nancy Holloway, Didier Lockwood, Dee Dee Bridgewater, Nicole Croisille, Luther Allison.

### Les années 1990
Dans la programmation du festival des années 1990 on retrouve, de 1991 à 1995, Michel Petrucciani, Tânia Maria, Gilberto Gil, Dee Dee Bridgewater, Lucky Peterson, Joe Henderson, le Michèle Hendricks Quartet, Elvin Jones, Manu Dibango puis entre 1996 et 2000, Abbey Lincoln Quartet, McCoy Tyner Trio invite Michael Brecker, Diana Krall Trio, Eddy Louiss Quintet, Big Lucky Carter, Didier Lockwood, The Duke Ellington Orchestra, Calvin Russel. En 1989, Martial Solal se produit en duo avec Eric Le Lann.
Avec la création des Tremplins des jeunesses musicales de France en 1994, le festival permet aux lauréats de chaque catégorie de se produire en avant-première d'un des concerts du Jardin de Limur. En 1999, pour fêter les 20 ans du festival, les organisateurs créent une soirée gratuite sur l'esplanade de l'hôtel de ville, événement qui accueille plus de 3 000 personnes.

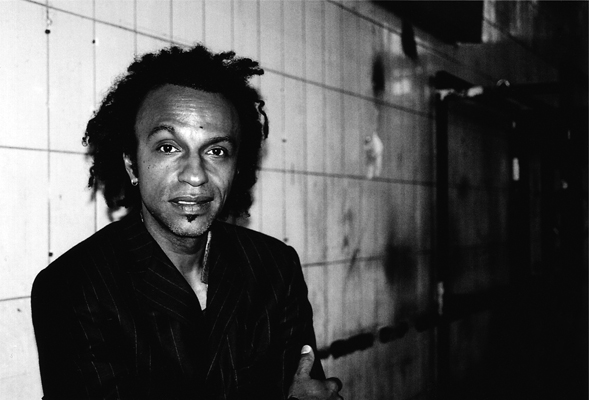
Manu Katche

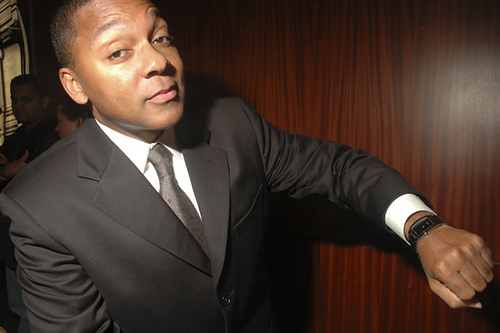
Wynton Marsalis en 2004

### Les années 2000
De 2001 à 2003, on retrouve Alfredo Rodriguez et Los Acerekos, Kenny Neal, Kenny Garrett, Tito Puente, Baptiste Trotignon Trio. En 2004, le festival fête ses 25 ans avec un hommage à Claude Nougaro décédé quelques mois auparavant.
Dans les années 2005-2006 : Eddy Louiss, Maurice Vander, Luigi Trussardi, Omara Portuondo, The Red Hot Reedwarmers, Otis Taylor Band, Marcus Miller, Lizz Wright, Tânia Maria.
En 2007 Manu Katché et Yuri Buenaventura sont les têtes d'affiches du festival qui accueille entre autres Demi Evans, Robin McKelle, Élisabeth Kontomanou, Benjamin Moussay, Éric Seva, le Jazz at Lincoln Center Orchestra de Wynton Marsalis, la Fanfare en Pétard, Zéphyrologie.

#### Édition 2008

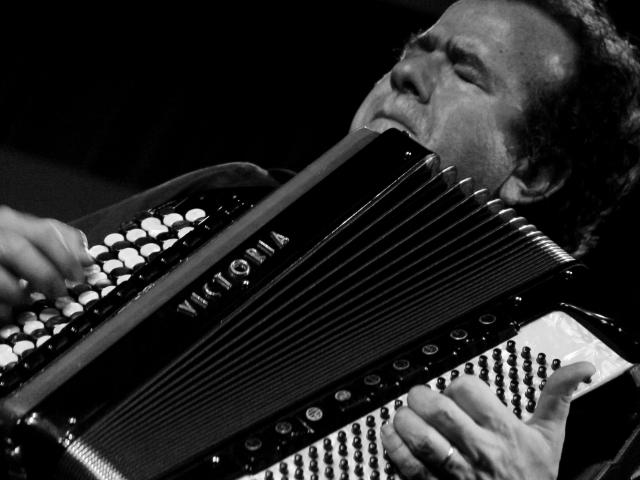
Richard Galliano

La vingt-neuvième édition de Jazz à Vannes eut lieu du 28 juillet au 2 août 2008. Comme chaque année, le festival débuta sur le parvis de l'hôtel de Ville par une soirée de concerts gratuits. Au programme, plusieurs formations aux origines et aux styles différents : 
- Taraf Goulamas : groupe installé dans le Languedoc qui puisse son inspiration dans la culture tzigane.
- Shake Your Hips! : Un quintette de blues, blues rock de la région parisienne.
- Dixie Blue Band : Un groupe de Jazz Nouvelle-Orléans composé de six musiciens passionnés de Dixieland.
- La Fanfare en Pétard : Un groupe composé de six musiciens inspiré par le hip-hop, le ragga, le dub

Le 29 juillet, se sont succédé sur la scène du jardin de Limur la détentrice de quatre Grammy awards, la chanteuse Dianne Reeves et l'accordéoniste Richard Galliano. Le 30 juillet, c'est au tour de Tigran Hamasyan et du célèbre Herbie Hancock de se produire devant le public vannetais. Roberto Fonseca et Chucho Valdes se produisent à leur tour le 31 juillet. Stefano Di Battista et les Dizzy Gillespie All Stars emboitent le pas le jour d'après. Charles Lloyd et Andy Emler clôturent les concerts donnés au Jardin de Limur le samedi 2 août. 
Tout au long de la semaine, l’auditorium des Carmes a permis de découvrir des jazzmen bretons : 
- Les Niou bardophones et Jean-Luc Cappozzo
- Pikey Butler's
- Gaby Kerdoncuff
- Gildas Scouarnec
- Hélène Labarrière[6]

En plus des concerts donnés, de nombreuses formations musicales ont battu les pavés de l'intra-muros et parmi eux on retrouve des groupes amateurs, Titou, un musicien qui se promène avec son vélo-orchestre.
Les concerts donnés au Jardin de Limur attirèrent 6730 personnes et le festival fut victime de son succès puisque les organisateurs durent refuser plus de 3500 demandes d'entrée.

#### Édition 2009

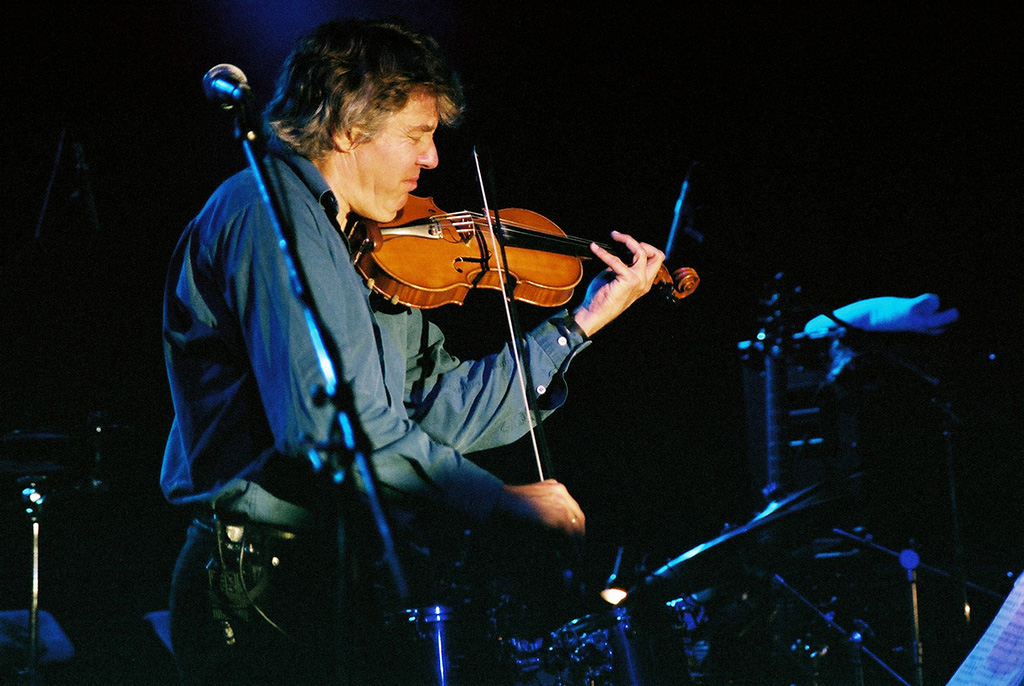
Didier Lockwood, parrain de la, en concert en 2006

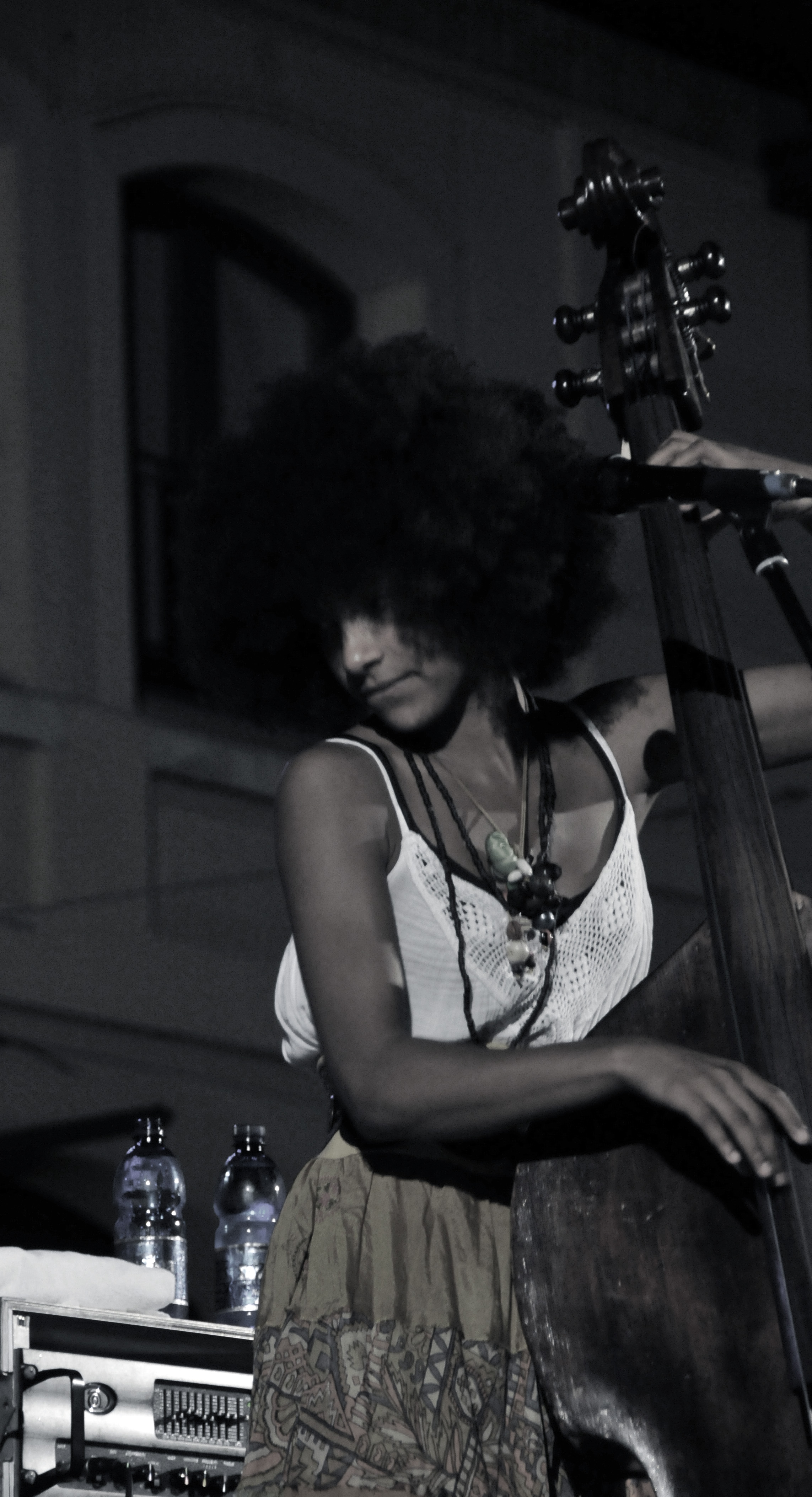
Esperanza Spalding en 2009

Jazz à Vannes a fêté ses trente ans du 27 juillet au 1er août 2009. Cette édition est marquée la présence de Didier Lockwood, parrain de cette 30e édition. C'est sur la nouvelle esplanade de la rive droite du port de plaisance de la ville que se déroula la soirée gratuite d'ouverture avec au programme quatre formations et une soirée du 27 juillet qui se termina par la parade jazz en fanfare qui traversa le centre-ville de Vannes.
- Les Repris de justesse.
- Le Taraf Goulamas : une fanfare tzigane présente lors de l'édition 2008.
- Le saxophoniste vannetais Cédric Le Ru avec 30 musiciens, le Big Band du Golfe.
- Cotton Belly’s : un groupe de blues, lauréat du tremplin blues des Rendez-vous de l’Erdre de Nantes en 2008.

La première journée du festival débute par la programmation 28 juillet, Esperanza Spalding, enseignante du Berklee College de Boston, et Molly Johnson se produisent sur la scène du jardin de Limur. Le 29 juillet, Éric Le Lann quartet avec Billie Hart, David Kikosky et Thomas Bramerie, Didier Lockwood & Nomad’s Land Project sont au programme du festival. C'est au tour de Marc Ducret et The Carla Bley de se produire sur scène le 30 juillet. S'ensuit Bozilo et Archie Shepp le 31 juillet. Harold Lopez Nussa et l' Orquesta Buena Vista Social Club clôturent cette 30e édition de Jazz à Vannes. 
Tout au long de la semaine, l’auditorium des Carmes a permis de découvrir des jazzmen bretons : 
- Philippe Ménard
- Ronan Pinc
- Jacky Bouilliol
- Karl Gouriou

Comme chaque année, de nombreuses formations musicales ont battu les pavés de l'intra-muros et parmi eux on retrouve des groupes amateurs, Titou, un musicien qui se promène avec son vélo-orchestre, ainsi que Le Taraf Goulamas, Les Repris de Justesse ou 
Orange Acoustique.
Cette 30e édition fut l'occasion de voir apparaître des nouveautés :
- Jazz au ciné : en association avec l’association Cin’Écran et le cinéma La Garenne pour proposer une série de projections gratuites ayant pour thème le jazz.
- Soirée concert à l’Éphémère : new wave, new jazz et electro avec trois groupes : Nouvelle Vague, Le Cercle et Étienne C.
- Le Trocajazz : un troc ayant pour objet le jazz organisé sur la rive droite du port.

#### Édition 2014
Vincent Mahey devient programmateur du festival après avoir assuré la sonorisation du festival pendant 25 ans.

#### Dernière édition en 2015
La Ville décide de ne pas reconduire le festival « pour raisons budgétaires ». Il change de formule pour devenir le festival Jazz en Ville.

### Jazz en ville
La première édition de Jazz en ville se tient du 24 au 31 juillet 2016 sous le parrainage d'Airelle Besson. 

### Sources
- Vannes Mag, juillet-août 2008. en ligne
- Culture Jazz, Jazz à Vannes 2008 : du solide ! en ligne
- Vannes Mag, juillet-août 2009. en ligne
- Vannes Mag, décembre 2013-janvier 2014 : nomination de Vincent Mahey en ligne